# Marian Dróżdż
Marian Dróżdż (ur. 20 września 1931 w Wanatach, zm. 8 kwietnia 2021) – polski specjalista w zakresie analityki lekarskiej, prof. dr hab. n. med.

## Życiorys
W 1960 ukończył studia na Wydziale Lekarskim Śląskiej Akademii Medycznej, następnie rozpoczął pracę w macierzystej uczelni, w Katedrze Biochemii Wydziału Lekarskiego w Zabrzu Śląskiej Akademii Medycznej. W 1967 obronił pracę doktorską, w 1973 mianowany docentem, w latach 1973-1982 kierował Katedrą Chemii Klinicznej i Diagnostyki Laboratoryjnej na Wydziale Farmaceutycznym w Sosnowcu ŚAK, w latach 1973-1976 był prodziekanem, w latach 1976-1982 prodziekanem tego wydziału. W 1980 uzyskał stopień doktora habilitowanego. Od 1982 kierował Katedrą i Zakładem Biochemii na Wydziale Nauk Medycznych w Katowicach Śląskiego Uniwersytetu Medycznego. 31 marca 1988 nadano mu tytuł profesora w zakresie nauk medycznych.
Był także zatrudniony na stanowisku profesora, w Instytucie Medycyny Pracy i Zdrowia Środowiskowego, pełnił tam funkcję sekretarza naukowego.
Pochowany na Cmentarzu Parafialnym w Katowicach-Piotrowicach.

## Odznaczenia i wyróżnienia
- Medal Komisji Edukacji Narodowej[3]
- Krzyż Kawalerski Orderu Odrodzenia Polski[3]
- Złoty Krzyż Zasługi[3]
- Odznaka honorowa „Za wzorową pracę w służbie zdrowia”,
- Złota odznaka „Zasłużony w rozwoju województwa katowickiego"[3]